# Всеобщие выборы в Боливии (2009)
Всеобщие выборы в Боливии прошли 6 декабря 2009 года после конституционного референдума, состоявшегося 25 января 2009 года. На выборах избирались президент и вице-президент Боливии, 130 членов Палаты депутатов и 36 членов Палаты сенаторов.
В результате президентом вновь был избран Эво Моралес от партии Движение к социализму, набравший более 64 % голосов избирателей, а его партия получила большинство мест в Палате депутатов и Палате сенаторов.
На проводившихся одновременно местных выборах все пять департаментов, которые ещё не сделали этого, проголосовали за автономию департаментов. За автономию коренных народов проголосовали одиннадцать муниципалитетов из двенадцати, проводивших такие референдумы.. Одна провинция проголосовала за региональную автономию.

## Предвыборная обстановка
Первое из переходных положений новой Конституции, одобренной в 2009 году, гласило: „II. Мандаты до вступления в силу этой Конституции будут приняты во внимание для целей расчёта новых сроков полномочий“, то есть предыдущий мандат Эво Моралеса (2006—2010) будет считаться действительным, и, следовательно, на следующих выборах президента будет действовать ограничение в два срока». Однако, позже, в 2013 году, Конституционный суд одобрил кандидатуру Моралеса. «Обоснованием для этого разрешения было то, что Моралес ранее был президентом „другого“ государства, поскольку новая Конституция закрепляет новое государство — Боливийское Многонациональное Государство. Моралес был уполномочен баллотироваться на третий срок».
Впервые на президентских выборах в Боливии была предусмотрена возможность проведения 2-го тура в случае, если ни один из кандидатов не набрал абсолютного большинства в 1-м туре.
Опросы общественного мнения показывали, что Моралес одерживает убедительную победу, если считать, что его правительство одобряли более 55 % граждан, что было на 18 % больше, чем у Манфреда Рейеса Вильи, главного кандидата от оппозиции. Как считалось, победа Моралеса была настолько предопределена, что местная пресса сообщила, что Вилья уже купил билет на самолет в США на 7 декабря, то есть на следующий день после выборов.

## Результаты

Партийный состав Палаты депутатов после выборов 2009 года:
ДС
ПБ—НС
ФНЕ
СА

Партийный состав Палаты сенаторов после выборов 2009 года:
ДС
ПБ—НС

Эво Моралес одержал убедительную победу, получив 64,22 % голосов. Его партия Движение к социализму получила две трети мест в Палате депутатов и Палате сенаторов.
| Кандидат                                                                                   | Кандидат             | Партия                                             | Голосов   | %     | Депутатов | Сенаторов |
| ------------------------------------------------------------------------------------------ | -------------------- | -------------------------------------------------- | --------- | ----- | --------- | --------- |
|                                                                                            | Эво Моралес          | Движение к социализму                              | 2 943 209 | 64,22 | 88        | 26        |
|                                                                                            | Манфред Рейерс Вилья | План Прогресс для Боливии — Национальное сближение | 1 212 795 | 26,46 | 37        | 10        |
|                                                                                            | Самуэль Дориа Медина | Фронт национального единства                       | 258 971   | 5,65  | 3         |           |
|                                                                                            | Рене Хоакино Карлос  | Социальный альянс                                  | 106 027   | 2,31  | 2         |           |
|                                                                                            | Ана Мариа Флорес     | Движение социально-патриотического единства        | 23 257    | 0,51  |           |           |
|                                                                                            | Роман Лоайса         | Народ                                              | 15 627    | 0,34  |           |           |
|                                                                                            | Алехо Велис          | Народы за свободу и суверенитет                    | 12 995    | 0,28  |           |           |
|                                                                                            | Риме Чокеуанка       | Социал-демократическая Боливия                     | 9905      | 0,22  |           |           |
|                                                                                            |                      | Действительных бюллетеней                          | 4 582 786 | 94,31 |           |           |
|                                                                                            |                      | Пустых бюллетеней                                  | 156 290   | 3,22  |           |           |
|                                                                                            |                      | Недействительных бюллетеней                        | 120 364   | 2,48  |           |           |
|                                                                                            |                      | Всего                                              | 4 859 440 | 100   | 130       | 36        |
| Источник: Comisión Nacional Electoral Архивная копия от 14 февраля 2010 на Wayback Machine |                      |                                                    |           |       |           |           |